# بربارا بالفن
بربارا بالفن (بالمجرية: Barbara Palvin)‏ هي ممثلة وعارضة أزياء مجرية ولدت في يوم 8 أكتوبر 1993 في عاصمة المجر بودابست. عملت مع فكتوريا سيكريت وظهرت صورها في عدة مجلات مثل سبورت إيلوسترايتد ولوف، في سنة 2016 مثلت في فيلم غريزة أساسية مع شارون ستون.

## روابط خارجية
- بربارا بالفن على موقع IMDb (الإنجليزية)
- بربارا بالفن على موقع ألو سيني (الفرنسية)
- بربارا بالفن على موقع أول موفي (الإنجليزية)
- بربارا بالفن على موقع قاعدة بيانات الفيلم (الإنجليزية)
- بربارا بالفن على موقع كينوبويسك (الروسية)
- بربارا بالفن على موقع دليل عارضات الأزياء (الإنجليزية)